# Strale S.p.A.
Strale S.p.A. war ein italienischer Hersteller von Automobilen.

## Unternehmensgeschichte
Eduardo Martini gründete 1966 in Turin das Unternehmen zur Produktion von Automobilen. Der Markenname lautete Strale. 1967 endete die Produktion nach nur wenigen hergestellten Exemplaren.

## Fahrzeuge

### Daytona
Der Daytona war ein Sportwagen, der auch bei Autorennen eingesetzt werden konnte. Ein V8-Motor von Chrysler mit 6300 cm³ Hubraum, der zwischen 415 und 431 PS leistete, war als Frontmotor montiert. Die bauartbedingte Höchstgeschwindigkeit war mit 270 bis 290 km/h angegeben. Das Getriebe verfügte über vier Gänge. Die Hinterachse war eine De-Dion-Achse. Carlo Bernasconi entwarf die Karosserie, die von Neri e Bonacini aus Aluminium und Fiberglas gefertigt wurde. Das Coupé bot Platz für zwei Personen.

### Grey Flash
Dies war eine Luxusausführung des Daytona.